# Hirokazu Ōkawa
Hirokazu Ōkawa (jap. 大川浩一 Ōkawa Hirokazu) - japoński zapaśnik w stylu wolnym. Trzeci w mistrzostwach Azji w 1983 w stylu wolnym i klasycznym. Wicemistrz świata juniorów w 1980 roku w stylu wolnym i czwarty w klasycznym.